# 792

## Родени
- Адриан II, римски папа